# Command Performance (programa de rádio)

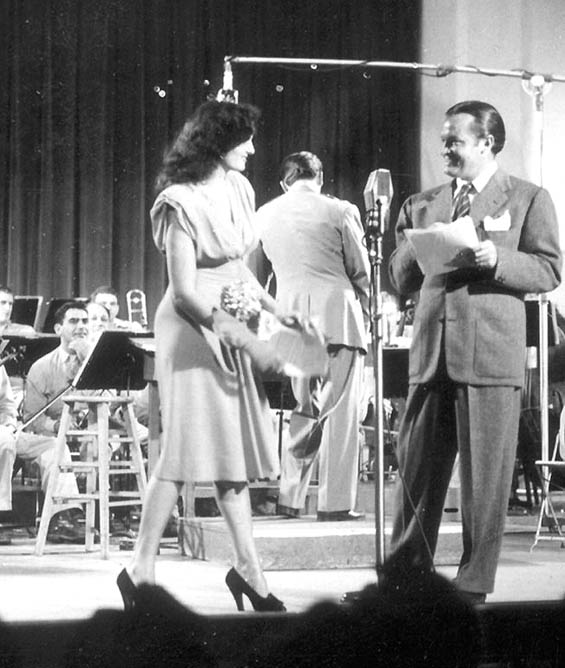
Um episódio do Command Performance com Jane Russell, Bob Hope e, ao fundo, Major Meredith Willson conduzindo a banda AFRS (c. 1944)

Command Performance foi um programa de rádio transmitido entre 1942 e 1949, originalmente pela Armed Forces Radio Network (AFRS), levado por ondas curtas às tropas no exterior. Com poucas exceções, o programa não era transmitido pelas estações de rádio nacionais dos Estados Unidos.

## História
O primeiro episódio foi transmitido em 1º de março de 1942, quase três meses após o ataque a Pearl Harbor. Produzido sob a égide do Office of War Information, seu sucesso contribuiu para a criação do Armed Forces Radio Service em maio de 1942. A revista Time descreveu o programa como "o melhor programa de guerra da América". No entanto, poucos ouvintes nos Estados Unidos puderam ouvi-lo, com o único episódio acessível ao público em geral sendo o especial Christmas Eve Command Performance de 1942.
A maioria dos episódios era produzida com plateia no Vine Street Playhouse, em Hollywood, Califórnia, e gravada por meio de transcrição elétrica. A audiência semanal foi estimada em 95,5 milhões de ouvintes. As tropas enviavam sugestões de programas específicos ou esquetes e pedidos para que artistas musicais se apresentassem, como Bing Crosby, Jack Benny, Frank Sinatra, Carmen Miranda, Bob Hope, Fred Allen, Ginger Rogers, Judy Garland, Lena Horne e as Andrews Sisters.
Os artistas se apresentavam de forma voluntária para o programa. Um artigo de 1943 da revista Tune In estimou que, caso fosse patrocinado comercialmente, o custo semanal do Command Performance seria de cerca de US$ 50.000. Além disso, os sindicatos de artistas e produtores renunciaram às suas regras para apoiar o esforço de guerra, com a condição de que os shows fossem transmitidos exclusivamente para o pessoal de serviço.
O episódio final, o 415º da série, foi transmitido em dezembro de 1949. O programa foi um dos nove da AFRS a ser encerrado devido a um corte orçamentário determinado pelo Secretário de Defesa. 

## Spin-off
Uma série derivada, Request Performance, foi ao ar na CBS em 1945-46.